# Boernerina depressa
Boernerina depressa är en insektsart som beskrevs av Bramstedt 1940. Boernerina depressa ingår i släktet Boernerina och familjen långrörsbladlöss. Inga underarter finns listade i Catalogue of Life.